# Alfred Hitchcock presenterar
Alfred Hitchcock presenterar (originaltitel: Alfred Hitchcock Presents), är en amerikansk TV-serie, presenterad av Alfred Hitchcock, som sändes på CBS och NBC mellan 1955 och 1965. Den presenterade dramer, thrillers och mysterier. Vid tiden för premiären i USA, den 2 oktober 1955, hade Hitchcock regisserat filmer i över tre årtionden.

## Om serien
TV-serien byggde på knappt halvtimmeslånga filmatiseringar av korta berättelser, ofta skrivna av kända deckarförfattare. Den gemensamma nämnaren var Alfred Hitchcock själv, som dök upp i början av varje avsnitt och presenterade berättelsen. Han förekom även i slutet av varje avsnitt, där han exempelvis kunde släta över det faktum att brottslingen hade klarat sig i själva filmen, genom att berätta vilket hemskt öde han eller hon senare hade mött.
Signaturmelodin till programmet är En marionettdockas begravningsmarsch (eng: Funeral March of a Marionette, fr: Marche funèbre d'une marionette), komponerad omkring 1873 (för piano) av Charles Gounod.
Hösten 1962 ändrades formatet till 50 minuter långa avsnitt och då kallades serien för The Alfred Hitchcock Hour.
Hitchcock själv regisserade bara 17 av 25-minutersavsnitten och ett 50-minutersavsnitt, resten överlät han till regissörer som exempelvis Robert Stevens, Paul Henreid, Herschel Daugherty, Norman Lloyd och Arthur Hiller.
Bland seriens författare märktes Robert Bloch, Stanley Ellin, Roald Dahl, Fredric Brown, Helen Nielsen, Evan Hunter, Lawrence Treat, A.A. Milne och Cornell Woolrich.
Totalt gjordes det 363 avsnitt mellan åren 1955 och 1965. Sju säsonger finns utgivna på DVD i USA och tre i Sverige. I Australien har samtliga säsonger givits ut, även The Alfred Hitchcock Hour. De tre säsongerna av The Alfred Hitchcock Hour har också givits ut på DVD i England.
Svensk TV visade avsnitt ur den ursprungliga serien under 1960-talet. Även avsnitt ur The New Alfred Hitchcock Presents visades under 1980-talet.

## Avsnittsförteckning Alfred Hitchcock presenterar (1955-1962)
Nedanstående avsnittsförteckning över Alfred Hitchcock presenterar innehåller såväl originalserien 1955–1962 som nyinspelningen som i USA sändes under namnet The New Alfred Hitchcock Presents 1985–1989. Den senare innehöll i efterhand färglagda sekvenser med Alfred Hitchcock och nyinspelade färgepisoder. Dessutom finns större delen av första säsongen av The Alfred Hitchcock Hour med.

### Säsong 1 (1955-56)
| Datum     | Nr   | Titel                                  | Medverkande                     | Författare      | Regissör         |
| --------- | ---- | -------------------------------------- | ------------------------------- | --------------- | ---------------- |
| 2-Okt-55  | 1x01 | "Revenge"                              | Ralph Meeker Vera Miles         | Samuel Blas     | Alfred Hitchcock |
| 9-Okt-55  | 1x02 | "Premonition"                          | Cloris Leachman John Forsythe   | Harold Swanton  | Robert Stevens   |
| 16-Okt-55 | 1x03 | "Triggers in Leash"                    | Darren McGavin Gene Barry       | Dick Carr       | Don Medford      |
| 23-Okt-55 | 1x04 | "Don't Come Back Alive"                | Sidney Blackmer Virginia Gregg  |                 |                  |
| 30-Okt-55 | 1x05 | "Into Thin Air"                        | Alan Napier Pat Hitchcock       |                 |                  |
| 6-Nov-55  | 1x06 | "Salvage"                              | Gene Barry Nancy Gates          |                 |                  |
| 13-Nov-55 | 1x07 | "Breakdown"                            | Aaron Spelling Joseph Cotten    | Louis Pollock   | Alfred Hitchcock |
| 20-Nov-55 | 1x08 | "Our Cook's a Treasure"                | Everett Sloane Beulah Bondi     |                 |                  |
| 27-Nov-55 | 1x09 | "The Long Shot"                        | Peter Lawford John Williams     |                 |                  |
| 4-Dec-55  | 1x10 | "The Case of Mr. Pelham"               | Tom Ewell Raymond Bailey        | James Allardice | Alfred Hitchcock |
| 11-Dec-55 | 1x11 | "Guilty Witness"                       | Judith Evelyn Joe Mantell       |                 |                  |
| 18-Dec-55 | 1x12 | "Santa Claus and the Tenth Avenue Kid" | Barry Fitzgerald Bobby Clark    |                 |                  |
| 25-Dec-55 | 1x13 | "The Cheney Vase"                      | Carolyn Jones Darren McGavin    |                 |                  |
| 1-Jan-56  | 1x14 | "A Bullet for Baldwin"                 | Sebastian Cabot John Qualen     |                 |                  |
| 8-Jan-56  | 1x15 | "The Big Switch"                       | George Mathews George E. Stone  |                 |                  |
| 15-Jan-56 | 1x16 | "You Got to Have Luck"                 | John Cassavetes Marisa Pavan    |                 |                  |
| 22-Jan-56 | 1x17 | "The Older Sister"                     | Joan Lorring Pat Hitchcock      |                 |                  |
| 29-Jan-56 | 1x18 | "Shopping for Death"                   | Robert H. Harris Jo Van Fleet   |                 |                  |
| 5-Feb-56  | 1x19 | "The Derelicts"                        | Philip Reed Robert Newton       |                 |                  |
| 12-Feb-56 | 1x20 | "And So Died Riabouchinska"            | Charles Bronson Claude Rains    |                 |                  |
| 19-Feb-56 | 1x21 | "Safe Conduct"                         | Jacques Bergerac Claire Trevor  |                 |                  |
| 26-Feb-56 | 1x22 | "A Place of Shadows"                   | Everett Sloane Mark Damon       |                 |                  |
| 4-Mar-56  | 1x23 | "Back for Christmas"                   | John Williams Isobel Elsom      | James Allardice | Alfred Hitchcock |
| 11-Mar-56 | 1x24 | "The Perfect Murder"                   | Hurd Hatfield Mildred Natwick   |                 |                  |
| 18-Mar-56 | 1x25 | "There Was an Old Woman"               | Estelle Winwood Charles Bronson |                 |                  |
| 25-Mar-56 | 1x26 | "Whodunit?"                            | John Williams Alan Napier       |                 |                  |
| 1-Apr-56  | 1x27 | "Help Wanted"                          | Lorne Greene John Qualen        |                 |                  |
| 8-Apr-56  | 1x28 | "Portrait of Jocelyn"                  | John Baragrey Nancy Gates       |                 |                  |
| 15-Apr-56 | 1x29 | "The Orderly World of Mr. Appleby"     | Robert H. Harris Michael Ansara |                 |                  |
| 22-Apr-56 | 1x30 | "Never Again"                          | Phyllis Thaxter Warren Stevens  |                 |                  |
| 29-Apr-56 | 1x31 | "The Gentleman from America"           | Biff McGuire Ralph Clanton      |                 |                  |
| 6-Maj-56  | 1x32 | "The Baby Sitter"                      | Thelma Ritter Michael Ansara    |                 |                  |
| 13-Maj-56 | 1x33 | "The Belfry"                           | Pat Hitchcock Jack Mullaney     |                 |                  |
| 20-Maj-56 | 1x34 | "The Hidden Thing"                     | Robert H. Harris Biff McGuire   |                 |                  |
| 27-Maj-56 | 1x35 | "The Legacy"                           | Jacques Bergerac Leora Dana     |                 |                  |
| 3-Jun-56  | 1x36 | "Mink"                                 | Ruth Hussey Veda Ann Borg       |                 |                  |
| 10-Jun-56 | 1x37 | "Decoy"                                | Robert Horton Cara Williams     |                 |                  |
| 17-Jun-56 | 1x38 | "The Creeper"                          | Constance Ford Steve Brodie     |                 |                  |
| 24-Jun-56 | 1x39 | "Momentum"                             | Joanne Woodward Skip Homeier    |                 |                  |

### Säsong 2 (1956-57)
| Datum     | Nr   | Titel                               | Medverkande                         | Författare      | Regissör         |
| --------- | ---- | ----------------------------------- | ----------------------------------- | --------------- | ---------------- |
| 30-Sep-56 | 2x01 | "Wet Saturday"                      | John Williams Cedric Hardwicke      | James Allerdice | Alfred Hitchcock |
| 7-Okt-56  | 2x02 | "Fog Closing In"                    | Phyllis Thaxter George Grizzard     |                 |                  |
| 14-Okt-56 | 2x03 | "De Mortuis"                        | Robert Emhardt Cara Williams        |                 |                  |
| 21-Okt-56 | 2x04 | "Kill with Kindness"                | Hume Cronyn Carmen Mathews          |                 |                  |
| 28-Okt-56 | 2x05 | "None Are So Blind"                 | K. T. Stevens Mildred Dunnock       |                 |                  |
| 4-Nov-56  | 2x06 | "Toby"                              | Penny Santon Jessica Tandy          |                 |                  |
| 11-Nov-56 | 2x07 | "Alibi Me"                          | Lee Philips Chick Chandler          |                 |                  |
| 18-Nov-56 | 2x08 | "Conversation Over a Corpse"        | Ray Collins Carmen Mathews          |                 |                  |
| 25-Nov-56 | 2x09 | "Crack of Doom"                     | Robert Horton Kay Stewart           |                 |                  |
| 2-Dec-56  | 2x10 | "Jonathan"                          | Nancy Kulp Corey Allen              |                 |                  |
| 9-Dec-56  | 2x11 | "The Better Bargain"                | Robert Middleton Henry Silva        |                 |                  |
| 16-Dec-56 | 2x12 | "The Rose Garden"                   | John Williams                       |                 |                  |
| 23-Dec-56 | 2x13 | "Mr. Blanchard's Secret"            | Mary Scott Meg Mundy                | James Allardice | Alfred Hitchcock |
| 30-Dec-56 | 2x14 | "John Brown's Body"                 | Russell Collins Leora Dana          |                 |                  |
| 6-Jan-57  | 2x15 | "Crackpot"                          | William Biff McGuire Robert Emhardt |                 |                  |
| 13-Jan-57 | 2x16 | "Nightmare in 4-D"                  | Henry Jones Virginia Gregg          |                 |                  |
| 20-Jan-57 | 2x17 | "My Brother, Richard"               | Royal Dano Inger Stevens            |                 |                  |
| 27-Jan-57 | 2x18 | "The Manacled"                      | Gary Merrill                        |                 |                  |
| 3-Feb-57  | 2x19 | "A Bottle of Wine"                  | Herbert Marshall Robert Horton      |                 |                  |
| 10-Feb-57 | 2x20 | "Malice Domestic"                   | Ralph Meeker Phyllis Thaxter        |                 |                  |
| 17-Feb-57 | 2x21 | "Number Twenty-Two"                 | Rip Torn Russell Collins            |                 |                  |
| 24-Feb-57 | 2x22 | "The End of Indian Summer"          | Gladys Cooper Steve Forrest         |                 |                  |
| 3-Mar-57  | 2x23 | "One for the Road"                  | John Baragrey Georgann Johnson      |                 |                  |
| 10-Mar-57 | 2x24 | "The Cream of the Jest"             | Claude Rains James Gregory          |                 |                  |
| 17-Mar-57 | 2x25 | "I Killed The Count, Part I"        | Charles Davis John Williams         |                 |                  |
| 24-Mar-57 | 2x26 | "I Killed The Count, Part II"       | Charles Davis John Williams         |                 |                  |
| 31-Mar-57 | 2x27 | "I Killed the Count, Part III"      | Charles Davis John Williams         |                 |                  |
| 7-Apr-57  | 2x28 | "One More Mile to Go"               | David Wayne Louise Larabee          | James Allardice | Alfred Hitchcock |
| 14-Apr-57 | 2x29 | "Vicious Circle"                    | Dick York Kathleen Maguire          |                 |                  |
| 21-Apr-57 | 2x30 | "The Three Dreams of Mr. Findlater" | Barbara Baxley John Williams        |                 |                  |
| 28-Apr-57 | 2x31 | "The Night the World Ended"         | Russell Collins                     |                 |                  |
| 5-Maj-57  | 2x32 | "The Hands of Mr. Ottermole"        | Theodore Bikel Rhys Williams        |                 |                  |
| 12-Maj-57 | 2x33 | "A Man Greatly Beloved"             | Cedric Hardwicke Evelyn Rudie       |                 |                  |
| 19-Maj-57 | 2x34 | "Martha Mason, Movie Star"          | Judith Evelyn Robert Emhardt        |                 |                  |
| 26-Maj-57 | 2x35 | "The West Warlock Time Capsule"     | Henry Jones Mildred Dunnock         |                 |                  |
| 2-Jun-57  | 2x36 | "Father and Son"                    | Edmund Gwenn                        |                 |                  |
| 9-Jun-57  | 2x37 | "The Indestructible Mr. Weems"      | Russell Collins Robert Middleton    |                 |                  |
| 16-Jun-57 | 2x38 | "A Little Sleep"                    | Vic Morrow Robert Karnes            |                 |                  |
| 23-Jun-57 | 2x39 | "The Dangerous People"              | Albert Salmi Robert H. Harris       |                 |                  |

### Säsong 3 (1957-58)
| Datum     | Nr   | Titel                            | Medverkande                       | Författare      | Regissör         |
| --------- | ---- | -------------------------------- | --------------------------------- | --------------- | ---------------- |
| 6-Okt-57  | 3x01 | "The Glass Eye"                  | Jessica Tandy William Shatner     |                 |                  |
| 13-Okt-57 | 3x02 | "The Mail Order Prophet"         | Jack Klugman E.G. Marshall        |                 |                  |
| 20-Okt-57 | 3x03 | "The Perfect Crime"              | Vincent Price James Gregory       | James Allardice | Alfred Hitchcock |
| 27-Okt-57 | 3x04 | "Heart of Gold"                  | Mildred Dunnock Nehemiah Persoff  |                 |                  |
| 3-Nov-57  | 3x05 | "Silent Witness"                 | Dolores Hart Harry Bellaver       |                 |                  |
| 10-Nov-57 | 3x06 | "Reward to Finder"               | Oskar Homolka Jo Van Fleet        |                 |                  |
| 17-Nov-57 | 3x07 | "Enough Rope for Two"            | Jean Hagen Steve Brodie           |                 |                  |
| 24-Nov-57 | 3x08 | "The Last Request"               | Harry Guardino Hugh Marlowe       |                 |                  |
| 1-Dec-57  | 3x09 | "The Young One"                  | Carol Lynley Vince Edwards        |                 |                  |
| 8-Dec-57  | 3x10 | "The Diplomatic Corpse"          | Peter Lorre George Peppard        |                 |                  |
| 15-Dec-57 | 3x11 | "The Deadly"                     | Craig Stevens Phyllis Thaxter     |                 |                  |
| 22-Dec-57 | 3x12 | "Miss Paisley's Cat"             | Dorothy Stickney                  |                 |                  |
| 29-Dec-57 | 3x13 | "Night of the Execution"         | Pat Hingle Russell Collins        |                 |                  |
| 5-Jan-58  | 3x14 | "The Percentage"                 | Nita Talbot Alex Nicol            |                 |                  |
| 12-Jan-58 | 3x15 | "Together"                       | Joseph Cotten Christine White     |                 |                  |
| 19-Jan-58 | 3x16 | "Sylvia"                         | John McIntire Ann Todd            |                 |                  |
| 26-Jan-58 | 3x17 | "The Motive"                     | Carl Betz Skip Homeier            |                 |                  |
| 2-Feb-58  | 3x18 | "Miss Bracegirdle Does Her Duty" | Mildred Natwick                   |                 |                  |
| 9-Feb-58  | 3x19 | "The Equalizer"                  | Leif Erickson Martin Balsam       |                 |                  |
| 16-Feb-58 | 3x20 | "On the Nose"                    | David Opatoshu Karl Swenson       |                 |                  |
| 23-Feb-58 | 3x21 | "Guest for Breakfast"            | Scott McKay Joan Tetzel           |                 |                  |
| 2-Mar-58  | 3x22 | "The Return of the Hero"         | Jacques Bergerac Lilyan Chauvin   |                 |                  |
| 9-Mar-58  | 3x23 | "The Right Kind of House"        | Jeanette Nolan Robert Emhardt     |                 |                  |
| 16-Mar-58 | 3x24 | "The Foghorn"                    | Barbara Bel Geddes Michael Rennie |                 |                  |
| 23-Mar-58 | 3x25 | "Flight to the East"             | Gary Merrill Anthony George       |                 |                  |
| 30-Mar-58 | 3x26 | "Bull in a China Shop"           | Dennis Morgan Estelle Winwood     |                 |                  |
| 6-Apr-58  | 3x27 | "Disappearing Trick"             | Robert Horton Raymond Bailey      |                 |                  |
| 13-Apr-58 | 3x28 | "Lamb to the Slaughter"          | Barbara Bel Geddes                | Roald Dahl      | Alfred Hitchcock |
| 20-Apr-58 | 3x29 | "Fatal Figures"                  | John McGiver                      |                 |                  |
| 27-Apr-58 | 3x30 | "Death Sentence"                 | James Best Steve Brodie           |                 |                  |
| 4-Maj-58  | 3x31 | "The Festive Season"             | Carmen Mathews Richard Waring     |                 |                  |
| 11-Maj-58 | 3x32 | "Listen, Listen!"                | Edgar Stehli                      |                 |                  |
| 18-Maj-58 | 3x33 | "Post Mortem"                    | Joanna Moore Steve Forrest        |                 |                  |
| 25-Maj-58 | 3x34 | "The Crocodile Case"             | Denholm Elliott Hazel Court       |                 |                  |
| 1-Jun-58  | 3x35 | "Dip in the Pool"                | Fay Wray Keenan Wynn              | Roald Dahl      | Alfred Hitchcock |
| 8-Jun-58  | 3x36 | "The Safe Place"                 | Robert H. Harris Wendell Holmes   |                 |                  |
| 15-Jun-58 | 3x37 | "The Canary Sedan"               | Jessica Tandy Gavin Muir          |                 |                  |
| 29-Jun-58 | 3x38 | "Little White Frock"             | Julie Adams                       |                 |                  |

### Säsong 4 (1958-59)
| Datum     | Nr   | Titel                           | Medverkande                        | Författare      | Regissör         |
| --------- | ---- | ------------------------------- | ---------------------------------- | --------------- | ---------------- |
| 5-Okt-58  | 4x01 | "Poison"                        | Wendell Corey                      | James Allardice | Alfred Hitchcock |
| 12-Okt-58 | 4x02 | "Don't Interrupt"               | Cloris Leachman Chill Wills        |                 |                  |
| 26-Okt-58 | 4x03 | "The Crooked Road"              | Richard Kiley Walter Matthau       |                 |                  |
| 2-Nov-58  | 4x04 | "The $2,000,000 Defense"        | Barry Sullivan Leslie Nielsen      |                 |                  |
| 9-Nov-58  | 4x05 | "Design for Loving"             | Barbara Baxley Norman Lloyd        |                 |                  |
| 16-Nov-58 | 4x06 | "Man with a Problem"            | Elizabeth Montgomery Gary Merrill  |                 |                  |
| 23-Nov-58 | 4x07 | "Safety for the Witness"        | Art Carney                         |                 |                  |
| 7-Dec-58  | 4x08 | "Murder Me Twice"               | Phyllis Thaxter Tom Helmore        |                 |                  |
| 14-Dec-58 | 4x09 | "Tea Time"                      | Margaret Leighton Marsha Hunt      |                 |                  |
| 21-Dec-58 | 4x10 | "And the Desert Shall Blossom"  | Ben Johnson Wesley Lau             |                 |                  |
| 28-Dec-58 | 4x11 | "Mrs. Herman and Mrs. Fenimore" | Mary Astor                         |                 |                  |
| 4-Jan-59  | 4x12 | "Six People, No Music"          | John McGiver Peggy Cass            |                 |                  |
| 11-Jan-59 | 4x13 | "The Morning After"             | Dorothy Provine Robert Alda        |                 |                  |
| 18-Jan-59 | 4x14 | "A Personal Matter"             | Wayne Morris Joe Maross            |                 |                  |
| 25-Jan-59 | 4x15 | "Out There - Darkness"          | Bette Davis                        |                 |                  |
| 1-Feb-59  | 4x16 | "Total Loss"                    | Nancy Olson Ralph Meeker           |                 |                  |
| 8-Feb-59  | 4x17 | "The Last Dark Step"            | Robert Horton Fay Spain            |                 |                  |
| 15-Feb-59 | 4x18 | "The Morning of the Bride"      | Barbara Bel Geddes                 |                 |                  |
| 22-Feb-59 | 4x19 | "The Diamond Necklace"          | Claude Rains Betsy von Furstenberg |                 |                  |
| 1-Mar-59  | 4x20 | "Relative Value"                | Denholm Elliott Torin Thatcher     |                 |                  |
| 8-Mar-59  | 4x21 | "The Right Price"               | Eddie Foy Jr. Allen Joslyn         |                 |                  |
| 15-Mar-59 | 4x22 | "I'll Take Care of You"         | Ralph Meeker Elisabeth Fraser      |                 |                  |
| 22-Mar-59 | 4x23 | "The Avon Emeralds"             | Hazel Court Alan Napier            |                 |                  |
| 29-Mar-59 | 4x24 | "The Kind Waitress"             | Olive Deering Celia Lovsky         |                 |                  |
| 5-Apr-59  | 4x25 | "Cheap Is Cheap"                | Dennis Day Alice Backes            |                 |                  |
| 12-Apr-59 | 4x26 | "The Waxwork"                   | Barry Nelson Everett Sloane        |                 |                  |
| 19-Apr-59 | 4x27 | "The Impossible Dream"          | Franchot Tone Mary Astor           |                 |                  |
| 3-Maj-59  | 4x28 | "Banquo's Chair"                | John Williams                      | James Allardice | Alfred Hitchcock |
| 10-Maj-59 | 4x29 | "A Night with the Boys"         | John Smith Joyce Meadows           |                 |                  |
| 17-Maj-59 | 4x30 | "Your Witness"                  | Brian Keith William Hansen         |                 |                  |
| 24-Maj-59 | 4x31 | "Human Interest Story"          | Steve McQueen Arthur Hill          |                 |                  |
| 31-Maj-59 | 4x32 | "The Dusty Drawer"              | Dick York                          |                 |                  |
| 7-Jun-59  | 4x33 | "A True Account"                | Jocelyn Brando Jane Greer          |                 |                  |
| 14-Jun-59 | 4x34 | "Touché"                        | Paul Douglas Dody Heath            |                 |                  |
| 21-Jun-59 | 4x35 | "Invitation to an Accident"     | Joanna Moore Alan Hewitt           |                 |                  |

### Säsong 5 (1959-1960)
| Datum     | Nr   | Titel                               | Medverkande                        | Författare      | Regissör         |
| --------- | ---- | ----------------------------------- | ---------------------------------- | --------------- | ---------------- |
| 27-Sep-59 | 5x01 | "Arthur"                            | Laurence Harvey Hazel Court        | James Allardice | Alfred Hitchcock |
| 4-Okt-59  | 5x02 | "The Crystal Trench"                | Patricia Owens Patrick Macnee      | James Allardice | Alfred Hitchcock |
| 11-Okt-59 | 5x03 | "Appointment at Eleven"             | Clint Kimbrough Amy Douglass       |                 |                  |
| 18-Okt-59 | 5x04 | "Coyote Moon"                       | Macdonald Carey Collin Wilcox      |                 |                  |
| 25-Okt-59 | 5x05 | "No Pain"                           | Joanna Moore Brian Keith           |                 |                  |
| 1-Nov-59  | 5x06 | "Anniversary Gift"                  | Harry Morgan Barbara Baxley        |                 |                  |
| 8-Nov-59  | 5x07 | "Dry Run"                           | Robert Vaughn Walter Matthau       |                 |                  |
| 15-Nov-59 | 5x08 | "The Blessington Method"            | Dick York Henry Jones              |                 |                  |
| 22-Nov-59 | 5x09 | "Dead Weight"                       | Joseph Cotten Julie Adams          |                 |                  |
| 29-Nov-59 | 5x10 | "Special Delivery"                  | Steve Dunne Beatrice Straight      |                 |                  |
| 6-Dec-59  | 5x11 | "Road Hog"                          | Richard Chamberlain Raymond Massey |                 |                  |
| 13-Dec-59 | 5x12 | "Specialty of the House"            | Robert Morley                      |                 |                  |
| 20-Dec-59 | 5x13 | "An Occurrence at Owl Creek Bridge" | Ronald Howard Juano Hernandez      |                 |                  |
| 27-Dec-59 | 5x14 | "Graduating Class"                  | Wendy Hiller Robert H. Harris      |                 |                  |
| 3-Jan-60  | 5x15 | "Man From the South"                | Peter Lorre Steve McQueen          |                 |                  |
| 10-Jan-60 | 5x16 | "The Ikon of Elijah"                | Oskar Homolka Sam Jaffe            |                 |                  |
| 24-Jan-60 | 5x17 | "The Cure"                          | Nehemiah Persoff Cara Williams     |                 |                  |
| 31-Jan-60 | 5x18 | "Backwards, Turn Backwards"         | Tom Tully Alan Baxter              |                 |                  |
| 7-Feb-60  | 5x19 | "Not the Running Type"              | Paul Hartman Robert Bray           |                 |                  |
| 14-Feb-60 | 5x20 | "The Day of the Bullet"             | John Graven Barry Gordon           |                 |                  |
| 21-Feb-60 | 5x21 | "Hitch Hike"                        | John McIntire Robert Morse         |                 |                  |
| 28-Feb-60 | 5x22 | "Across the Threshold"              | Barbara Baxley                     |                 |                  |
| 6-Mar-60  | 5x23 | "Craig's Will"                      | Dick Van Dyke Stella Stevens       |                 |                  |
| 27-Mar-60 | 5x24 | "Madame Mystery"                    | Audrey Totter Joby Baker           |                 |                  |
| 3-Apr-60  | 5x25 | "The Little Man Who Was There"      | Norman Lloyd Read Morgan           |                 |                  |
| 10-Apr-60 | 5x26 | "Mother, Maj I Go Out to Swim?"     | Gia Scala William Shatner          |                 |                  |
| 17-Apr-60 | 5x27 | "The Cuckoo Clock"                  | Beatrice Straight Fay Spain        |                 |                  |
| 24-Apr-60 | 5x28 | "Forty Detectives Later"            | James Franciscus Jack Weston       |                 |                  |
| 1-Maj-60  | 5x29 | "The Hero"                          | Oskar Homolka Irene Tedrow         |                 |                  |
| 8-Maj-60  | 5x30 | "Insomnia"                          | Dennis Weaver Al Hodge             |                 |                  |
| 15-Maj-60 | 5x31 | "I Can Take Care of Myself"         | Frankie Darro                      |                 |                  |
| 22-Maj-60 | 5x32 | "One Grave Too Many"                | Jeremy Slate Neile Adams           |                 |                  |
| 29-Maj-60 | 5x33 | "Party Line"                        | Judy Canova Arch Johnson           |                 |                  |
| 5-Jun-60  | 5x34 | "Cell 227"                          | Brian Keith                        |                 |                  |
| 12-Jun-60 | 5x35 | "The Schartz-Metterklume Method"    | Hermione Gingold Elspeth March     |                 |                  |
| 19-Jun-60 | 5x36 | "Letter of Credit"                  | Bob Sweeney                        |                 |                  |
| 26-Jun-60 | 5x37 | "Escape to Sonoita"                 | Burt Reynolds                      |                 |                  |
| 25-Sep-60 | 5x38 | "Hooked"                            | Anne Francis Robert Horton         |                 |                  |

### Säsong 6 (1960-61)
| Datum     | Nr   | Titel                               | Medverkande                      | Författare      | Regissör         |
| --------- | ---- | ----------------------------------- | -------------------------------- | --------------- | ---------------- |
| 27-Sep-60 | 6x01 | "Mrs. Bixby and the Colonel's Coat" | Audrey Meadows Les TreMajne      | James Allardice | Alfred Hitchcock |
| 4-Okt-60  | 6x02 | "The Doubtful DOktor"               | Dick York Gena Rowlands          |                 |                  |
| 11-Okt-60 | 6x03 | "A Very Moral Theft"                | Betty Field Walter Matthau       |                 |                  |
| 18-Okt-60 | 6x04 | "The Contest for Aaron Gold"        | Barry Gordon Sydney Pollack      |                 |                  |
| 25-Okt-60 | 6x05 | "The Five-Forty-Eight"              | Zachary Scott Phyllis Thaxter    |                 |                  |
| 1-Nov-60  | 6x06 | "Pen Pal"                           | Clu Gulager Gloria Ellis         |                 |                  |
| 15-Nov-60 | 6x07 | "Outlaw in Town"                    | Ricardo Montalban Constance Ford |                 |                  |
| 22-Nov-60 | 6x08 | "O Youth and Beauty!"               | Gary Merrill                     |                 |                  |
| 29-Nov-60 | 6x09 | "The Money"                         | Robert Loggia Doris Dowling      |                 |                  |
| 6-Dec-60  | 6x10 | "Sybilla"                           | Barbara Bel Geddes               |                 |                  |
| 13-Dec-60 | 6x11 | "The Man with Two Faces"            | Spring Byington Steve Dunne      |                 |                  |
| 20-Dec-60 | 6x12 | "The Baby-Blue Expression"          | Sarah Marshall                   |                 |                  |
| 27-Dec-60 | 6x13 | "The Man Who Found the Money"       | Arthur Hill Rod Cameron          |                 |                  |
| 3-Jan-61  | 6x14 | "The Changing Heart"                | Abraham Sofaer Anne Helm         |                 |                  |
| 10-Jan-61 | 6x15 | "Summer Shade"                      | Julie Adams James Franciscus     |                 |                  |
| 24-Jan-61 | 6x16 | "A Crime for Mothers"               | Claire Trevor Biff Elliot        |                 |                  |
| 31-Jan-61 | 6x17 | "The Last Escape"                   | Keenan Wynn John Craven          |                 |                  |
| 14-Feb-61 | 6x18 | "The Greatest Monster of Them All"  | Robert H. Harris Richard Hale    |                 |                  |
| 21-Feb-61 | 6x19 | "The Landlady"                      | Dean Stockwell                   |                 |                  |
| 28-Feb-61 | 6x20 | "The Throwback"                     | Murray Matheson Joyce Meadows]   |                 |                  |
| 7-Mar-61  | 6x21 | "The Kiss-Off"                      | Rip Torn Bert Freed              |                 |                  |
| 14-Mar-61 | 6x22 | "The Horse Player"                  | Claude Rains                     | James Allardice | Alfred Hitchcock |
| 21-Mar-61 | 6x23 | "Incident in a Small Jail"          | John Fiedler Ron Nicholas        |                 |                  |
| 28-Mar-61 | 6x24 | "A Woman's Help"                    | Geraldine Fitzgerald Scott McKay |                 |                  |
| 4-Apr-61  | 6x25 | "Museum Piece"                      | Myron McCormick Larry Gates      |                 |                  |
| 11-Apr-61 | 6x26 | "Coming, Mama"                      | Eileen Heckart Don DeFore        |                 |                  |
| 18-Apr-61 | 6x27 | "Deathmate"                         | Gia Scala Lee Philips            |                 |                  |
| 25-Apr-61 | 6x28 | "Gratitude"                         | Peter Falk Paul Hartman          |                 |                  |
| 2-Maj-61  | 6x29 | "The Pearl Necklace"                | Jack Cassidy Ernest Truex        |                 |                  |
| 9-Maj-61  | 6x30 | "You Can't Trust a Man"             | Polly Bergen                     |                 |                  |
| 16-Maj-61 | 6x31 | "The Gloating Place"                | Susan Harrison Hank Brandt       |                 |                  |
| 23-Maj-61 | 6x32 | "Self Defense"                      | George Nader Audrey Totter       |                 |                  |
| 31-Maj-61 | 6x33 | "A Secret Life"                     | Ronald Howard Patricia Donahue   |                 |                  |
| 6-Jun-61  | 6x34 | "Servant Problem"                   | Jo Van Fleet John Emery          |                 |                  |
| 13-Jun-61 | 6x35 | "Coming Home"                       | Crahan Denton Jeanette Nolan     |                 |                  |
| 20-Jun-61 | 6x36 | "Final Arrangements"                | Martin Balsam Slim Pickens       |                 |                  |
| 27-Jun-61 | 6x37 | "Make My Death Bed"                 | Diana Van der Vlis Biff Elliot   |                 |                  |
| 4-Jul-61  | 6x38 | "Ambition"                          | Leslie Nielsen Harold J. Stone   |                 |                  |

### Säsong 7 (1961-62)
| Datum     | Nr   | Titel                                      | Medverkande                     | Författare      | Regissör         |
| --------- | ---- | ------------------------------------------ | ------------------------------- | --------------- | ---------------- |
| 10-Okt-61 | 7x01 | "The Hatbox"                               | Paul Ford Billy Gray            |                 |                  |
| 17-Okt-61 | 7x02 | "Bang! You're Dead!"                       | Billy Mumy                      | James Allardice | Alfred Hitchcock |
| 24-Okt-61 | 7x03 | "Maria"                                    | Nita Talbot Norman Lloyd        |                 |                  |
| 31-Okt-61 | 7x04 | "Cop for a Day"                            | Walter Matthau                  |                 |                  |
| 7-Nov-61  | 7x05 | "Keep Me Company"                          | Anne Francis                    |                 |                  |
| 14-Nov-61 | 7x06 | "Beta Delta Gamma"                         | Burt Brinckerhoff               |                 |                  |
| 21-Nov-61 | 7x07 | "You Can't Be a Little Girl All Your Life" | Dick York                       |                 |                  |
| 28-Nov-61 | 7x08 | "The Old Pro"                              | Richard Conte                   |                 |                  |
| 5-Dec-61  | 7x09 | "I Spy"                                    | Kay Walsh William Kendall       |                 |                  |
| 12-Dec-61 | 7x10 | "Services Rendered"                        | Hugh Marlowe                    |                 |                  |
| 19-Dec-61 | 7x11 | "The Right Kind of Medicine"               | Robert Redford Joby Baker       |                 |                  |
| 26-Dec-61 | 7x12 | "A Jury of Her Peers"                      | Ann Harding                     |                 |                  |
| 2-Jan-62  | 7x13 | "The Silk Petticoat"                       | Michael Rennie Antoinette Bower |                 |                  |
| 9-Jan-62  | 7x14 | "Bad Actor"                                | Robert Duvall William Schallert |                 |                  |
| 16-Jan-62 | 7x15 | "The Door Without a Key"                   | Claude Rains Billy Mumy         |                 |                  |
| 23-Jan-62 | 7x16 | "The Case of M.J.H."                       | Barbara Baxley Robert Loggia    |                 |                  |
| 30-Jan-62 | 7x17 | "The Faith of Aaron Menefee"               | Andrew Prine Olan Soule         |                 |                  |
| 6-Feb-62  | 7x18 | "The Woman Who Wanted to Live"             | Lola Albright Charles Bronson   |                 |                  |
| 13-Feb-62 | 7x19 | "Strange Miracle"                          | Eduardo Ciannelli               |                 |                  |
| 20-Feb-62 | 7x20 | "The Test"                                 | Brian Keith Eduardo Ciannelli   |                 |                  |
| 27-Feb-62 | 7x21 | "Burglar Proof"                            | Robert Webber Whit Bissell      |                 |                  |
| 6-Mar-62  | 7x22 | "The Big Score"                            | Evans Evans                     |                 |                  |
| 13-Mar-62 | 7x23 | "Profit-Sharing Plan"                      | Henry Jones                     |                 |                  |
| 20-Mar-62 | 7x24 | "Apex"                                     | Patricia Breslin                |                 |                  |
| 27-Mar-62 | 7x25 | "The Last Remains"                         | Ed Gardner                      |                 |                  |
| 3-Apr-62  | 7x26 | "Ten O'Clock Tiger"                        | Frankie Darro Robert Keith      |                 |                  |
| 10-Apr-62 | 7x27 | "Act of Faith"                             | George Grizzard Dennis King     |                 |                  |
| 17-Apr-62 | 7x28 | "The Kerry Blue"                           | Carmen Mathews Gene Evans       |                 |                  |
| 24-Apr-62 | 7x29 | "The Matched Pearl"                        | John Ireland Ernest Truex       |                 |                  |
| 1-Maj-62  | 7x30 | "What Frightened You, Fred?"               | Edward Asner R.G. Armstrong     |                 |                  |
| 8-Maj-62  | 7x31 | "Most Likely to Succeed"                   | Joanna Moore Howard Morris      |                 |                  |
| 15-Maj-62 | 7x32 | "Victim Four"                              | Peggy Ann Garner John Lupton    |                 |                  |
| 22-Maj-62 | 7x33 | "The Opportunity"                          | Richard Long                    |                 |                  |
| 29-Maj-62 | 7x34 | "The Twelve Hour Caper"                    | Dick York                       |                 |                  |
| 5-Jun-62  | 7x35 | "The Children of Alda Nuova"               | Jack Carson Christopher Dark    |                 |                  |
| 12-Jun-62 | 7x36 | "First Class Honeymoon"                    | Robert Webber Jeremy Slate      |                 |                  |
| 19-Jun-62 | 7x37 | "The Big Kick"                             | Anne Helm Wayne Rogers          |                 |                  |
| 26-Jun-62 | 7x38 | "Where Beauty Lies"                        | Cloris Leachman George Nader    |                 |                  |
| Unaired * | 7x39 | "The Sorcerer's Apprentice"                | Brandon De Wilde Diana Dors     |                 |                  |

## Avsnittsförteckning The New Alfred Hitchcock Presents (1985)

### Pilotavsnitt (1985)
En 100 minuter långt pilotavsnitt som bestod av fyra avsnitt, gjordes för denna TV-serie. Alla fyra var nyinspelningar av gamla svart-vita avsnitt. Pilotavsnittet visades första gången i USA 5 maj 1985.
| Titel                      | Medverkande                               | Författare                       | Regissör        |
| -------------------------- | ----------------------------------------- | -------------------------------- | --------------- |
| "Incident in a Small Jail" | Ned Beatty                                | Joel Oliansky Henry Slesar       | Joel Oliansky   |
| "The Man from the South"   | Steven Bauer John Huston Melanie Griffith | William Fay Steve DeJarnatt      | Steve DeJarnatt |
| "Bang! You're Dead!"       | Bianca Rose Gail Youngs                   | Christopher Crowe Harold Swanton | Randa Haines    |
| "An Unlocked Window"       | Annette O'Toole Bruce Davison             | Fred Walton James Bridges        | Fred Walton     |

### Säsong 1
| Datum     | Nr   | Titel                        | Medverkande                                            | Författare                                                             | Regissör                                                       |
| --------- | ---- | ---------------------------- | ------------------------------------------------------ | ---------------------------------------------------------------------- | -------------------------------------------------------------- |
| 29-Sep-85 | 1x02 | "Revenge"                    | David Clennon Linda Purl                               | David Stenn                                                            | R.E. Young                                                     |
| 6-Okt-85  | 1x03 | "Night Fever"                |                                                        | Clark Howard Jeff Kanew Stephen Kronish                                | Jeff Kanew                                                     |
| 20-Okt-85 | 1x04 | "Wake Me When I'm Dead"      |                                                        | Irving Elman (TV-manus) Buck Henry Lawrence Treat (originalberättelse) | Frank Pierson                                                  |
| 27-Okt-85 | 1x05 | "Final Escape"               |                                                        |                                                                        |                                                                |
| 3-Nov-85  | 1x06 | "The Night Caller"           | Sandra Bernhard Michael O'Keefe Linda Fiorentino       |                                                                        |                                                                |
| 10-Nov-85 | 1x07 | "Method Actor"               | Martin Sheen                                           |                                                                        | Burt Reynolds                                                  |
| 17-Nov-85 | 1x08 | "The Human Interest Story"   | John Shea James T. Callahan                            | Karen Harris (TV-manus)                                                | Larry Gross                                                    |
| 1-Dec-85  | 1x09 | "Breakdown"                  | Andy Garcia José Luis Cuevas Sebastian Ligarde         |                                                                        | Richard Pearce                                                 |
| 8-Dec-85  | 1x10 | "Prisoners"                  | Cristina Raines Yaphet Kotto                           | John Byrum (TV-manus)                                                  | Christopher Crowe                                              |
| 15-Dec-85 | 1x11 | "Arthur, or the Gigolo"      | Brad Davis Sandy Dennis                                | Arthur Williams (originalberättelse) Steve De Jarnatt (TV-manus)       | Thomas Carter                                                  |
| 5-Jan-86  | 1x12 | "The Gloating Place"         | Nicholas Hormann Kristy Swanson (mindre roll)          | Jim Beaver Robert Bloch (originalberättelse) David Stenn (TV-manus)    | Christopher Leitch                                             |
| 12-Jan-86 | 1x13 | "The Right Kind of Medicine" | Robert Prosky                                          | Jerrold Freedman                                                       | Henry Slesar (originalberättelse) Michael Braverman (TV-manus) |
| 19-Jan-86 | 1x14 | "Beast in View"              |                                                        |                                                                        |                                                                |
| 16-Feb-86 | 1x15 | "A Very Happy Ending"        | Joaquin Phoenix                                        |                                                                        |                                                                |
| 2-Mar-86  | 1x16 | "The Canary Sedan"           | Ian Abercrombie Kathleen Quinlan                       |                                                                        |                                                                |
| 9-Mar-86  | 1x17 | "Enough Rope for Two"        | Jeff Fahey Timothy Daly Darlanne Fluegel               |                                                                        |                                                                |
| 16-Mar-86 | 1x18 | "The Creeper"                | Karen Allen Timothy Carhart Lori Butler                |                                                                        |                                                                |
| 23-Mar-86 | 1x19 | "Happy Birthday"             | Lane Smith Noel Conlon Nana Visitor                    |                                                                        |                                                                |
| 6-Apr-86  | 1x20 | "The Jar"                    | Stephen Shellen Griffin Dunne Fiona Lewis              | Ray BradburyMichael McDowell                                           | Tim Burton                                                     |
| 13-Apr-86 | 1x21 | "Deadly Honeymoon"           | Victoria Tennant David Dukes Nicolas Coster Alan Fudge |                                                                        |                                                                |
| 4-Maj-86  | 1x22 | "Four O'Clock"               | Richard Cox Nicholas Pryor Ellen Tobie                 | Steve Bello (TV-manus) Cornell Woolrich (originalberättelse)           | Andrew Mirisch                                                 |
| 11-Maj-86 | 1x23 | "Road Hog"                   | Ronny Cox Doug Savant Lee Bryant                       |                                                                        |                                                                |

### Säsong 2
| Datum     | Nr   | Titel                        | Medverkande                   | Författare            | Regissör      |
| --------- | ---- | ---------------------------- | ----------------------------- | --------------------- | ------------- |
| 24-Jan-87 | 2x01 | "The Initiation"             | Marion Ross                   | Rob Hedden Jim Beaver | Robert Iscove |
| 31-Jan-87 | 2x02 | "Conversation Over a Corpse" |                               |                       |               |
| 7-Feb-87  | 2x03 | "Man on the Edge"            | Mark Hamill, Michael Ironside | Jim Beaver            | Robert Iscove |
| 14-Feb-87 | 2x04 | "If the Shoe Fits"           |                               |                       |               |
| 21-Feb-87 | 2x05 | "The Mole"                   |                               |                       |               |
| 28-Feb-87 | 2x06 | "The Anniversary Gift"       |                               |                       |               |
| 7-Mar-87  | 2x07 | "The Impatient Patient"      |                               |                       |               |
| 14-Mar-87 | 2x08 | "When This Man Dies"         |                               |                       |               |
| 21-Mar-87 | 2x09 | "The Specialty of the House" |                               |                       |               |
| 28-Mar-87 | 2x10 | "The Final Twist"            | Martin Landau                 | Jim Beaver            | Atom Egoyan   |
| 4-Apr-87  | 2x11 | "Tragedy Tonight"            |                               |                       |               |
| 11-Apr-87 | 2x12 | "World's Oldest Motive"      |                               |                       |               |
| 18-Apr-87 | 2x13 | "Deathmate"                  |                               |                       |               |

### Säsong 3
| Datum      | Nr   | Titel                        | Medverkande                        | Författare                       | Regissör          |
| ---------- | ---- | ---------------------------- | ---------------------------------- | -------------------------------- | ----------------- |
| 6-Feb-88   | 3x01 | "VCR - Very Careful Rape"    | Melissa Sue Anderson Laura Donovan | Micheal Sloan                    | Zale Dalen        |
| 13-Feb-88  | 3x02 | "Animal Lovers"              | Susan Anton Diane Lewis            | Robert DeLaurentis               | Sturla Gunnarsson |
| 20-Feb-88  | 3x03 | "Prism"                      | Lindsay Wagner Michael Sarrazin    | Micheal Sloan                    | Allan King        |
| 27-Feb-88  | 3x04 | "A Stolen Heart"             | William Katt                       | Robert DeLaurentis               | Rene Bonniere     |
| 5-Mar-88   | 3x05 | "Houdini on Channel 4"       | Nick Lewin                         | Michael Sloan                    | Timothy Bond      |
| 12-Mar-88  | 3x06 | "Killer Takes All"           | Van Johnson Art Bellasco           | Michael Sloan Robert DeLaurentis | Allan King        |
| 19-Mar-88  | 3x07 | "Hippocritic Oath"           | Shaun Cassidy Dale Thurston        | Michael Colleary Ray DeLaurentis | Vic Sarin         |
| 26-Mar-88  | 3x08 | "Prosecuter"                 | Parker Stevenson Clark Taylor      | Glenn Davis William Laurin       | David Gelfand     |
| 23-Apr-88  | 3x09 | "If Looks Could Kill"        |                                    |                                  |                   |
| 30-Apr-88  | 3x10 | "You'll Die Laughing"        |                                    |                                  |                   |
| 7-Maj-88   | 3x11 | "Murder Party"               |                                    |                                  |                   |
| 14-Maj-88  | 3x12 | "Twist"                      |                                    |                                  |                   |
| 21-Maj-88  | 3x13 | "User Deadly"                |                                    |                                  |                   |
| 28-Maj-88  | 3x14 | "Career Move"                |                                    |                                  |                   |
| 18-Juni-88 | 3x15 | "Full Disclosure"            |                                    |                                  |                   |
| 25-Juni-88 | 3x16 | "Kandinsky's Vault"          |                                    |                                  |                   |
| 2-Juli-88  | 3x17 | "There Was a Little Girl..." |                                    |                                  |                   |
| 9-Juli-88  | 3x18 | "Twisted Sisters"            |                                    |                                  |                   |
| 16-Juli-88 | 3x19 | "The 13th Floor"             |                                    |                                  |                   |
| 30-Juli-88 | 3x20 | "The Hunted: Part 1"         |                                    |                                  |                   |
| 6-Aug-88   | 3x21 | "The Hunted: Part 2"         |                                    |                                  |                   |

### Säsong 4
| 8-Okt-88   | 4x01 | "Fogbound"                    |
| 15-Okt-88  | 4x02 | "Pen Pal"                     |
| 12-Nov-88  | 4x03 | "Ancient Voices"              |
| 19-Nov-88  | 4x04 | "Survival of the Fittest"     |
| 7-Jan-89   | 4x05 | "The Big Spin"                |
| 14-Jan-89  | 4x06 | "Don't Sell Yourself Short"   |
| 21-Jan-89  | 4x07 | "For Art's Sake"              |
| 28-Jan-89  | 4x08 | "Murder in Mind"              |
| 4-Feb-89   | 4x09 | "Mirror Mirror"               |
| 11-Feb-89  | 4x10 | "Skeleton in the Closet"      |
| 18-Feb-89  | 4x11 | "In the Driver's Seat"        |
| 25-Feb-89  | 4x12 | "Driving Under the Influence" |
| 11-Mar-89  | 4x13 | "In the Name of Science"      |
| 25-Mar-89  | 4x14 | "Romance Machine"             |
| 15-Apr-89  | 4x15 | "Diamonds Aren't Forever"     |
| 22-Apr-89  | 4x16 | "My Dear Watson"              |
| 29-Apr-89  | 4x17 | "Night Creatures"             |
| 8-Juli-89  | 4x18 | "The Man Who Knew Too Little" |
| 15-Juli-89 | 4x19 | "Reunion"                     |
| 22-Juli-89 | 4x20 | "South by Southeast"          |

## Avsnittsförteckning The Alfred Hitchcock Hour

### Säsong 1 (1962-63) (Ej komplett)
| 20-Sept-62 | A Piece of the Action                | Gig Young Robert Redford                     |
| 27-Sept-62 | Don't Look Behind You                | Vera Miles Dick Sargent                      |
| 4-Okt-62   | Night of the Owl                     |                                              |
| 11-Okt-62  | I Saw the Whole Thing                | John Forsythe regisserad av Alfred Hitchcock |
| 18-Okt-62  | Captive Audience                     |                                              |
| 25-Okt-62  | Final Vow                            | Carol Lynley R.G. Armstrong                  |
| 1-Nov-62   | Annabel                              | Dean Stockwell Susan Oliver                  |
| 8-Nov-62   | House Guest                          | Macdonald Carey                              |
| 15-Nov-62  | The Black Curtain                    | Richard Basehart                             |
| 22-Nov-62  | Day of Reckoning                     | Barry Sullivan                               |
| 29-Nov-62  | Ride the Nightmare                   | Hugh O'Brian                                 |
| 6-Dec-62   | Hangover                             | Tony Randall Jayne Mansfield                 |
| 13-Dec-62  | Bonfire                              | Peter Falk Dina Merrill                      |
| 20-Dec-62  | The Tender Poisoner                  |                                              |
| 4-Jan-63   | The 31st of February                 | Bob Crane William Conrad                     |
| 11-Jan-63  | What Really Happened                 |                                              |
| 18-Jan-63  | Forecast: Low Clouds and Coastal Fog | Inger Stevens                                |
| 25-Jan-63  | A Tangled Web                        | Robert Redford Zohra Lampert                 |
| 1-Feb-63   | To Catch a Butterfly                 | Bradford Dillman Ed Asner                    |
| 9-Feb-63   | The Paragon                          | Gary Merrill Joan Fontaine                   |
| 20-Dec-63  | How to Get Rid of Your Wife          | Bob Newhart                                  |
| 21-Dec-64  | Memos from Purgatory                 | Skrivet av Harlan Ellison                    |